# Вациетис, Ояр Оттович
О́яр(с) О́ттович Ва́циетис (латыш. Ojārs Vācietis; 13 ноября 1933 — 28 ноября 1983, Рига) — советский латышский поэт. Народный поэт Латвийской ССР (1977).

## Биография
Родился 13 ноября 1933 года в хуторе Думпьи (ныне Апский край, Латвия). Учился в школе в Трапене, затем в Гауйиене. В 1949 году, ещё будучи школьником, опубликовал первое стихотворение («Тракторист»). В 1957 году окончил факультет латвийской филологии Латвийского государственного университета. Работал в редакциях журналов «Liesma», «Bērnība», «Draugs», на Рижской киностудии.
Дебютный сборник «Ветер дальних странствий» (латыш. Tālu ceļu vējš) вышел в 1956 году, за ним последовали ещё 17 книг стихов, в том числе 6 сборников для детей, и две книги прозы. Перевёл с русского языка роман М. А. Булгакова «Мастер и Маргарита».
Член КПСС с 1966 года.
Умер 28 ноября 1983 года в Риге. Похоронен на Царникавском кладбище.
Жена — поэт и переводчик Л. Т. Азарова (1935—2012).

## Переводы на русский язык
- Избранное: стихотворения и поэмы. — М.: Художественная литература, 1979.
- Фортепианный концерт. — М.: Радуга, 1983.
- Стихи. — М.: Советский писатель, 1984.
- Колодец детства. Пер. Т. Глушковой. — М.: Советский писатель, 1987.
- Экслибрис. Пер. С. Морейно. — М.: Русский Гулливер, 2014.

## Награды и звания
- Государственная премия Латвийской ССР (1967) — за сборник «Дыхание» (латыш. Elpa; 1966)
- народный поэт Латвийской ССР (1977)
- заслуженный работник культуры Латвийской ССР (1977)

## Память
- Мемориальный музей Ояра Вациетиса в Риге, на улице, носящей имя поэта.[1]
- Литературная премия имени Ояра Вациетиса